# Lal Bakhsh
Lal Bakhsh (* 4. November 1943) ist ein ehemaliger pakistanischer Radrennfahrer.

## Sportliche Laufbahn
Bakhsh war im Bahnradsport aktiv und Teilnehmer der Olympischen Sommerspiele 1964 in Tokio. In der Mannschaftsverfolgung war Pakistan mit Muhammad Ashiq, Lal Bakhsh, Muhammad Hafeez und Muhammad Shafi in der Qualifikation ausgeschieden. In der Einerverfolgung scheiterte er in der Qualifikationsrunde.
Über sein weiteres Leben und sportliche Erfolge ist nichts bekannt.